# Hippolyte Hanry
Hippolyte Hanry (Casale Monferrato, 15 aprile 1807 – 1893) è stato un botanico francese.

## Biografia
Dal 1831 in poi, ha lavorato come giudice di pace a Le Luc, una città nel dipartimento del Var. Come botanico, raccoglieva piante a Le Luc.
È stato l'autore della sezione botanica del 1853 "Prodrome d'histoire naturelle du département du Var". I suoi campioni d'erbario sono attualmente ospitati presso il Muséum d'Histoire Naturelle a Nîmes e nel erbario presso l'Università di Montpellier.
Le piante con il nome botanico hanryi sono chiamati in suo onore.

## Opere principali
- Prodrome d'histoire naturelle du département du Var. Draguignan, Garcin, 490 p. — Botanique par Hanry, 264 p. (1853).
- Mercurialis Huetii (Bull. Soc.d' études scient, de Draguignan, p. p. 252-254), 1862.
- Cryptogamie. Catalogue des Mousses et Hépatiques de Provence. Aix, Remondet-Aubin, 22 p. 1867.[4]